# Xã Solomon, Quận Graham, Kansas
Xã Solomon (tiếng Anh: Solomon Township) là một xã thuộc quận Graham, tiểu bang Kansas, Hoa Kỳ. Năm 2010, dân số của xã này là 193 người.